# Chigirhal, Shorapur
Chigirhal là một làng thuộc tehsil Shorapur, huyện Gulbarga, bang Karnataka, Ấn Độ.